# Anaea mora
Anaea mora är en fjärilsart som beskrevs av Druce 1874. Anaea mora ingår i släktet Anaea och familjen praktfjärilar. Inga underarter finns listade i Catalogue of Life.